# Hechos de Tadeo
Los Hechos de Tadeo (griego: Πραξεὶ̀ς τοῦ Θαδδαίου) es un documento escrito en griego entre 544 y 944 que pretende describir la correspondencia entre el rey Abgar V de Edesa y Jesús, lo que da como resultado el discípulo Tadeo yendo a Edesa.

## Autoría
La mayoría de los eruditos creen ahora que los Hechos de Tadeo se escribieron en el siglo VII. Nicolotti lo fecha entre 609 y 944, cuando la Imagen de Edesa fue llevada a Constantinopla. Palmer lo fecha en el siglo VII, sugiriendo específicamente entre 629–630, aunque esto ha sido rechazado por Angelo Gramaglia. Mirkovic señala que típicamente se fecha después de la aparición pública de la Imagen de Edesa en 544, y considera la controversia de iconoclasia bizantina del siglo VIII como el contexto más probable.
Los escritores frecuentemente confunden el griego Hechos de Tadeo  con el siríaco Doctrina de Addai.
Generalmente se acepta que es un desarrollo posterior de la tradición descrita en la Leyenda de Abgar contada por Eusebio. 

## Contenido
Los Hechos de Tadeo describen la correspondencia entre el rey Abgar V de Edesa y Jesús, que resulta en que el discípulo de Jesús, Tadeo, vaya a Edesa y realice milagros allí, incluida la curación de Abgar.

## Propósito
Los Hechos de Tadeo  muestran un desarrollo significativo en la tradición de Abgar desde la anterior Doctrina de Addai, poniendo mucho más énfasis en el carácter milagroso de la Imagen de Edessa, mientras minimiza la importancia de los actores humanos.
Aquilina lo considera doctrinalmente ortodoxo y despreocupado por la precisión histórica.
William Schoedel afirma que el autor de los "Hechos de Tadeo" confundió al apóstol Tadeo con una figura cristiana siria diferente llamada Addai.

## Recepción
Los Hechos de Tadeo se incluyeron en el canon bíblico de Gregorio de Tatev, aunque no se han encontrado manuscritos bíblicos que lo incluyan. Los eruditos modernos han lo encontró significativo por sus descripciones de los sacramentos de iniciación. Los Hechos de Tadeo suelen ser estudiados por aquellos que buscan asociar la Imagen de Edesa con el Sábana Santa de Turín; Nicolotti considera que sus interpretaciones son bastante sesgadas. En 2014, Stephen Andrew Missick escribió un guion para una película titulada Los hechos del apóstol Tadeo: el nacimiento del cristianismo en Asiria basado en los Hechos de Tadeo y otras fuentes antiguas.